# Lekbak
Een lekbak is een meestal ondiepe bak die bedoeld is om vloeistof op te vangen die ergens uit kan lekken. Lekbakken zijn meestal van kunststof maar ook stalen uitvoeringen komen voor.
- In een koffie- en theeautomaat zit een lekbak om koffie en thee op te vangen die over de rand van een kopje heen loopt als het al vol is of verkeerd wordt geplaatst.
- Onder een wasmachine of vaatwasser kan een lekbak worden geplaatst, om kleine hoeveelheden water op te vangen die uit het apparaat lekken.
- Op plaatsen waar chemicaliën worden opgeslagen, is het vaak verplicht een lekbak te plaatsen. Als een verpakking gaat lekken kan zo worden voorkomen dat de vloeistof zich in de bodem of over de vloer verspreidt.
- Bij onderhoud van motorvoertuigen worden lekbakken gebruikt om schadelijke vloeistoffen als motorolie, remvloeistof en dergelijke in op te vangen.